# Hawthorne (Califórnia)
Hawthorne é uma cidade localizada no estado americano da Califórnia, a sudoeste do Condado de Los Angeles. Foi incorporada em 12 de julho de 1922.

## Geografia
De acordo com o United States Census Bureau, a cidade tem uma área de 15,8 km², onde 15,7 km² estão cobertos por terra e 0,1 km² por água.

### Localidades na vizinhança
O diagrama seguinte representa as localidades num raio de 8 km ao redor de Hawthorne.

## Demografia
Segundo o censo nacional de 2020, a sua população é de 88 083 habitantes e sua densidade populacional é de 5 352,91 hab/km². Possui 29 869 residências, que resulta em uma densidade de 1 896,79 residências/km².